# Kitni Vrh
Kitni Vrh este o localitate din comuna Ivančna Gorica, Slovenia, cu o populație de 75 de locuitori.